# Isabel le Despenser (Adlige, um 1290)
Isabel le Despenser (auch Isabel de Clare, Isabel Hastings oder Isabel Monthermer) (* um 1290; † 4. Dezember 1334) war eine englische Adlige.
Isabel le Despenser war eine Tochter von Hugh le Despenser dem Älteren und von dessen Frau Isabella de Beauchamp. Vermutlich 1306 heiratete sie in erster Ehe den anglo-irischen Adligen Gilbert de Clare, Lord of Thomond, der jedoch bereits im November 1307 starb. Die Ehe war kinderlos geblieben. Um 1308 heiratete Isabel dann den englischen Baron John Hastings, 1. Baron Hastings. Mit ihm hatte sie mindestens drei Kinder:
- Thomas Hastings († 1333)
- Margaret Hastings (um 1309–1359), ⚭ (1) William Martin, 2. Baron Martin, ⚭ (2) Robert de Waterville
- Sir Hugh Hastings (um 1310–1347)

Nach Hastings Tod 1313 heiratete Isabel vermutlich 1318 in dritter Ehe Ralph de Monthermer, 1. Baron Monthermer, den Witwer der Königstochter Johanna von Akkon. Die Heirat hatte ohne Erlaubnis des Königs stattgefunden, weshalb Isabels Wittum beschlagnahmt wurde. Nach der Zahlung einer Strafe von 1000 Mark erkannte der König am 12. August 1319 die Heirat an.
Isabels Vater war zwischenzeitlich zusammen mit ihrem Bruder Hugh le Despenser zu den führenden Günstlingen des Königs aufgestiegen. Nachdem Königin Isabelle 1324 nach Frankreich gereist und nicht nach England zurückgekehrt war, wurden Isabel und Monthermer mit der Erziehung von Eleonore und Johanna, der beiden Töchter des Königs beauftragt. Dazu lebten sie unter anderem in Pleshy und Marlborough Castle. Monthermer starb 1325, worauf die beiden Prinzessinnen in die Obhut von Hugh le Despenser dem Jüngeren kamen. Im Herbst 1326 kam es zu einer von der Königin Isabelle und von Roger Mortimer geführten Rebellion, bei der der König gestürzt wurde, während Isabellas Vater und Bruder in Gefangenschaft gerieten und als Verräter hingerichtet wurden. 